# Ivan Konstantinovič Pravov
Ivan Konstantinovič Pravov (Voronež, 4 novembre 1899 – Mosca, 11 maggio 1971) è stato un regista cinematografico sovietico.

## Filmografia (parziale)

### Regista
- Il placido Don (Тихий Дон), co-regia di Ol'ga Preobraženskaja e Michail Provor (1930)
- Almazy (1947)
- Vo vlasti zolota (1957)
- Cepnaja reakcija (1962)